# Evan Goldberg
Evan Goldberg (Vancouver, 1982. május 11. –) kanadai forgatókönyvíró, humorista, valamint televíziós és filmrendező.
Gyerekkori barátjával, Seth Rogennel közösen alkotott meg olyan filmeket, mint a Superbad, avagy miért ciki a szex? (2007), az Ananász expressz (2008), az Itt a vége (2013-as rendezői debütálásuk), Az interjú (2014) és a Jó srácok (2019).
Fontosabb televíziós produceri munkáik közt található a 2016 és 2019 között futó Preacher.

## Filmográfia

### Film
Seth Rogennel közös rendezés
| Év   | Magyar cím                         | Eredeti cím                                    | Feladatkör | Feladatkör | Feladatkör |
| Év   | Magyar cím                         | Eredeti cím                                    | Rendező    | Író        | Producer   |
| ---- | ---------------------------------- | ---------------------------------------------- | ---------- | ---------- | ---------- |
| 2007 | Felkoppintva                       | Knocked Up                                     | Nem        | Nem        | Vezető     |
| 2007 | Superbad, avagy miért ciki a szex? | Superbad                                       | Nem        | Igen       | Vezető     |
| 2007 |                                    | Jay and Seth versus the Apocalypse (rövidfilm) | Nem        | Igen       | Nem        |
| 2008 | Ananász expressz                   | Pineapple Express                              | Nem        | Igen       | Vezető     |
| 2009 | Ki nevet a végén?                  | Funny People                                   | Nem        | Igen       | Vezető     |
| 2011 | Zöld darázs                        | The Green Hornet                               | Nem        | Igen       | Vezető     |
| 2011 | Fifti-fifti                        | 50/50                                          | Nem        | Nem        | Igen       |
| 2011 | Hoki-koki                          | Goon                                           | Nem        | Igen       | Nem        |
| 2012 | Kertvárosi kommandó                | The Watch                                      | Nem        | Igen       | Nem        |
| 2012 | Szeka-túra                         | The Guilt Trip                                 | Nem        | Nem        | Igen       |
| 2013 | Itt a vége                         | This Is the End                                | Igen       | Igen       | Igen       |
| 2014 | Rossz szomszédság                  | Neighbors                                      | Nem        | Nem        | Igen       |
| 2014 | Az interjú                         | The Interview                                  | Igen       | Sztori     | Igen       |
| 2015 | Másnap(os) karácsony               | The Night Before                               | Nem        | Igen       | Igen       |
| 2016 | Virsliparti                        | Sausage Party                                  | Nem        | Igen       | Igen       |
| 2016 | Rossz szomszédság 2.               | Neighbors 2: Sorority Rising                   | Nem        | Igen       | Igen       |
| 2017 |                                    | Goon: Last of the Enforcers                    | Nem        | Nem        | Vezető     |
| 2017 |                                    | Bananas Town (rövidfilm)                       | Igen       | Nem        | Nem        |
| 2017 | A katasztrófaművész                | The Disaster Artist                            | Nem        | Nem        | Igen       |
| 2018 | Szűzőrség                          | Blockers                                       | Nem        | Nem        | Igen       |
| 2019 | Csekély esély                      | Long Shot                                      | Nem        | Nem        | Igen       |
| 2019 | Jó srácok                          | Good Boys                                      | Nem        | Nem        | Igen       |
| 2020 | Amerikai pác                       | An American Pickle                             | Nem        | Nem        | Igen       |

### Televízió
| Év        | Magyar cím       | Eredeti cím   | Feladatkör | Feladatkör | Feladatkör      | Megjegyzések            |
| Év        | Magyar cím       | Eredeti cím   | Rendező    | Író        | Vezető producer | Megjegyzések            |
| --------- | ---------------- | ------------- | ---------- | ---------- | --------------- | ----------------------- |
| 2004      |                  | Da Ali G Show | Nem        | Igen       | Nem             | 6 epizód                |
| 2009      | A Simpson család | The Simpsons  | Nem        | Igen       | Nem             | 1 epizód (Akárki Homer) |
| 2016–2019 | Preacher         | Preacher      | Igen       | Igen       | Igen            | sorozat megalkotója     |
| 2017      | Future Man       | Future Man    | Igen       | Nem        | Igen            |                         |
| 2019      | A fiúk           | The Boys      | Nem        | Nem        | Igen            |                         |
| 2019–2021 | Fekete hétfő     | Black Monday  | Nem        | Nem        | Igen            |                         |

## Fordítás
- Ez a szócikk részben vagy egészben  az   Evan Goldberg című angol Wikipédia-szócikk fordításán alapul.  Az eredeti cikk szerkesztőit annak laptörténete sorolja fel. Ez a jelzés csupán a megfogalmazás eredetét és a szerzői jogokat jelzi, nem szolgál a cikkben szereplő információk forrásmegjelöléseként.